# Crossopriza semicaudata
Espèce
Synonymes
- Pholcus semicaudatus O. Pickard-Cambridge, 1876

Crossopriza semicaudata est une espèce d'araignées aranéomorphes de la famille des Pholcidae.

## Distribution
Cette espèce se rencontre en Égypte, au Soudan et au Tchad.

## Description
Le mâle décrit par Huber en 2022 mesure 3,4 mm

## Systématique et taxinomie
Cette espèce a été décrite sous le protonyme Pholcus semicaudatus par O. Pickard-Cambridge en 1876. Elle est placée dans le genre Holocnemus par Simon en 1907 puis dans le genre Crossopriza par Wiehle en 1933.

## Publication originale
- O. Pickard-Cambridge, 1876 : « Catalogue of a collection of spiders made in Egypt, with descriptions of new species and characters of a new genus. » Proceedings of the Zoological Society of London; vol. 1876, p. 541-630 (texte intégral).